# Santiago Valenzuela
Santiago Valenzuela García  (né en 1971) est un auteur de bande dessinée espagnol. 
Il a reçu en 2011 le prix national de la bande dessinée pour Plaza Elíptica, septième volume de sa série fantastique Las aventuras del Capitán Torrezno (es).